# I'm Alive (chanson de Céline Dion)
Pour les articles homonymes, voir I'm Alive.
Singles de Céline Dion
A New Day Has Come
(2002) Goodbye's (The Saddest Word)
(2002)
I'm Alive est une chanson enregistrée par Céline Dion pour son sixième album en anglais A New Day Has Come. Elle sort en tant que deuxième single de l'album le 12 août 2002 et est également la bande originale du film Stuart Little 2. La chanson est écrite et produite par Kristian Lundin et Andreas Carlsson, qui avait déjà travaillé avec la Québécoise en 1999 sur That's the Way It Is.
I'm Alive est une chanson midtempo, dans laquelle Céline Dion se déclare vivante, épanouie en tant que mère et amoureuse. Le tournage du clip réalisé par Dave Meyers s'effectue les 24 et 25 mai 2002, et sa première diffusion a lieu en juin 2002. Deux versions sont réalisées, avec et sans les scènes de film Stuart Little 2. I'm Alive rencontre le succès dans de nombreux pays, atteignant le top 10 de plusieurs classements nationaux. Elle est présente également dans le film Sur la piste du Marsupilami en 2012.

## Certifications
| Pays        | Association | Certificaition | Ventes/Équivalence |
| ----------- | ----------- | -------------- | ------------------ |
| Allemagne   | BVMI        | or             | 200 000            |
| Belgique    | BEA         | platine        | 50 000             |
| France      | SNEP        | or             | 250 000            |
| Royaume-Uni | BPI         | or             | 400 000            |